# La Course by Le Tour de France 2018
La 5.ª edición de la La Course by Le Tour de France se celebró el 17 de julio de 2018 sobre un recorrido de 118 km con inicio en la comuna francesa de Duingt y final en Le Grand-Bornand en Francia coincidiendo con la décima etapa del Tour de Francia 2018.
La carrera hizo parte del UCI WorldTour Femenino 2018 como competencia de categoría 1.WWT del calendario ciclístico de máximo nivel mundial siendo la decimoquinta carrera de dicho circuito y fue ganada por la ciclista neerlandesa Annemiek van Vleuten del equipo Mitchelton-Scott. El podio lo completaron la  neerlandesa Anna van der Breggen del equipo Boels-Dolmans y la ciclista sudafricana Ashleigh Moolman del equipo Cervélo-Bigla.

## Equipos
Tomaron la salida un total de 20 equipos UCI Team Femenino invitados por la organización de la carrera quienes conformaron un pelotón de 112 ciclistas de las cuales terminaron 62. Los equipos participantes fueron:
| Equipos femeninos (20)- Alé Cipollini - Astana Women's - Bepink - Boels Dolmans - BTC City Ljubljana - Canyon-SRAM Racing - Cervélo Bigla - Cylance - FDJ-Nouvelle Aquitaine-Futuroscope - Lotto Soudal Ladies - Mitchelton-Scott - Movistar Team - Sunweb - Tibco-Silicon Valley Bank - Trek-Drops - Unitedhealthcare Pro Cycling Team - Valcar PBM - Virtu - WaowDeals - Wiggle High5 |
| |

## Clasificaciones finales
Las clasificaciones finalizaron de la siguiente forma:

### Clasificación general
| \| Clasificación general \| Clasificación general \| Clasificación general \| Clasificación general \| Clasificación general \| \| Ciclista \| Ciclista \| Equipo \| Tiempo \| \| \| --------------------- \| ---------------------- \| ----------------------------- \| --------------------- \| --------------------- \| \| 1.ª \| Annemiek van Vleuten \| Mitchelton-Scott \| 3 h 20 min 43 s \| \| \| 2.ª \| Anna van der Breggen \| Boels Dolmans \| + 1 s \| \| \| 3.ª \| Ashleigh Moolman-Pasio \| Cervélo Bigla \| + 1 min 22 s \| \| \| 4.ª \| Cecilie Uttrup Ludwig \| Cervélo Bigla \| + 1 min 58 s \| \| \| 5.ª \| Megan Guarnier \| Boels Dolmans \| + 2 min 19 s \| \| \| 6.ª \| Katarzyna Niewiadoma \| Canyon-SRAM Racing \| + 2 min 19 s \| \| \| 7.ª \| Katie Hall \| UnitedHealthcare Women's Team \| + 2 min 22 s \| \| \| 8.ª \| Amanda Spratt \| Mitchelton-Scott \| + 2 min 22 s \| \| \| 9.ª \| Ane Santesteban \| Alé Cipollini \| + 2 min 24 s \| \| \| 10.ª \| Erica Magnaldi \| Bepink \| + 2 min 24 s \| \| |                        |                               |                 |
| |                        |                               |                 |
| Fuente: ProCyclingStats |                        |                               |                 |
| Clasificación general |                        |                               |                 |
| Ciclista | Ciclista               | Equipo                        | Tiempo          |
| 1.ª | Annemiek van Vleuten   | Mitchelton-Scott              | 3 h 20 min 43 s |
| 2.ª | Anna van der Breggen   | Boels Dolmans                 | + 1 s           |
| 3.ª | Ashleigh Moolman-Pasio | Cervélo Bigla                 | + 1 min 22 s    |
| 4.ª | Cecilie Uttrup Ludwig  | Cervélo Bigla                 | + 1 min 58 s    |
| 5.ª | Megan Guarnier         | Boels Dolmans                 | + 2 min 19 s    |
| 6.ª | Katarzyna Niewiadoma   | Canyon-SRAM Racing            | + 2 min 19 s    |
| 7.ª | Katie Hall             | UnitedHealthcare Women's Team | + 2 min 22 s    |
| 8.ª | Amanda Spratt          | Mitchelton-Scott              | + 2 min 22 s    |
| 9.ª | Ane Santesteban        | Alé Cipollini                 | + 2 min 24 s    |
| 10.ª | Erica Magnaldi         | Bepink                        | + 2 min 24 s    |

## UCI WorldTour Femenino
La La Course by Le Tour de France otorga puntos para el UCI WorldTour Femenino 2018, incluyendo a todas las corredoras de los equipos en las categorías UCI Team Femenino. Las siguientes tablas muestran el baremo de puntuación y las 10 corredoras que obtuvieron más puntos:
| Posición   | 1.ª | 2.ª | 3.ª | 4.ª | 5.ª | 6.ª | 7.ª | 8.ª | 9.ª | 10.ª | 11.ª | 12.ª | 13.ª | 14.ª | 15.ª | 16.ª-30.ª | 31.ª-40.ª |
| Puntuación | 200 | 150 | 125 | 100 | 85  | 70  | 60  | 50  | 40  | 35   | 30   | 25   | 20   | 15   | 10   | 5         | 3         |

| Clasificación |                       |                    |        |
| Posición      | Ciclista              | Equipo             | Puntos |
| ------------- | --------------------- | ------------------ | ------ |
| 1.ª           | Annemiek van Vleuten  | Mitchelton-Scott   | 200    |
| 2.ª           | Anna van der Breggen  | Boels-Dolmans      | 150    |
| 3.ª           | Ashleigh Moolman      | Cervélo-Bigla      | 125    |
| 4.ª           | Cecilie Uttrup Ludwig | Cervélo-Bigla      | 100    |
| 5.ª           | Megan Guarnier        | Boels-Dolmans      | 85     |
| 6.ª           | Katarzyna Niewiadoma  | Canyon SRAM Racing | 70     |
| 7.ª           | Katie Hall            | Unitedhealthcare   | 60     |
| 8.ª           | Amanda Spratt         | Mitchelton-Scott   | 50     |
| 9.ª           | Ane Santesteban       | Alé Cipollini      | 40     |
| 10.ª          | Erica Magnaldi        | BePink             | 35     |